# 상동읍
상동읍(上東邑)은 대한민국 강원특별자치도 영월군의 읍이다. 태백산맥의 중부 산간에 위치했으며 면적은 139.5 km2이고, 인구는 2017년 말 주민등록 기준으로 1,157 명이다.
광산 취락으로 성장해 한때 인구가 4만 명을 넘었으나, 광산 채굴이 중단되면서 인구가 급속히 감소해 현재는 대한민국에서 가장 인구가 적은 읍이다.

## 개요
상동읍은 영월군의 동쪽 끝에 위치한다. 동쪽은 태백시, 북쪽은 정선군, 남쪽은 경상북도 봉화군과 경계를 접한다. 남한강 상류지역에 속한다. 읍은 태백산맥과 소백산맥의 험준한 산으로 둘러싸여 평지가 거의 없다.
본래 궁벽한 산간지대였으나, 일제강점기에 중석(텅스텐) 광산의 개발과 함께 점차 발전되어 인구가 크게 불어나기 시작했다. 해방 후에 중석 광산은 더욱 크게 개발되어 한때 세계적인 생산량을 자랑할 정도였으며, 이 곳의 텅스텐은 1950년대 ~ 1960년대에 대한민국 수출의 중요한 부분을 담당하기도 했다. 중석 채굴과 관련된 업무는 국영인 대한중석에서 전담하였다. 이에 따라 이 지역으로 인구 유입이 매우 활발하여 영월읍을 앞질러 영월군 최대의 거주지가 되었다.
1973년 상동면이 상동읍으로 승격되었다. 1986년 읍의 서부 지역이 중동면으로 분리되었다. 그러나 이후 광업의 사양화로 차츰 쇠락하기 시작하였고, 1980년대 후반 이후 중국산 중석의 대량 수입으로 채산성이 떨어져 상동광산은 1992년 채굴을 중단하였다. 광산 직원과 그 가족이 대부분이던 주민들이 읍을 떠나면서 1970년대에 2만 4천 명까지 증가했던 인구는 1989년 8천여 명으로 줄어들었는데, 중동면이 떨어져 나간 것을 감안해도 감소율이 매우 큰 것이었다.
광산을 운영하던 대한중석은 1994년 거평그룹에 인수되었으나, 1998년 부도를 맞았다. 이로 인해 인구는 더욱 크게 줄어들어 2004년에는 1천400여 명에 불과해 대한민국에서 가장 인구가 적은 읍이 되었다. 2015년 12월 31일 현재 읍의 인구는 1천134 명이다.

## 연혁
- 1914년 4월 1일 : 정선군 신동면 석항리가 상동면으로 편입
- 1963년 1월 1일 : 경상북도 봉화군 춘양면 덕구리, 천평리가 상동면으로 편입
- 1973년 7월 1일 : 상동면이 상동읍으로 승격(대통령령 제6543호) 구래출장소 폐지, 녹전출장소(녹전리·직동리·이목리) 설치
- 1974년 8월 1일 : 정선군 신동면 천포리 일부가 상동읍으로 편입. 석항출장소(석항리·연상리·화원리) 설치
- 1986년 4월 1일 : 녹전출장소와 석항출장소 관할 지역이 중동면으로 분리·신설(대통령령 제11847호)

## 행정구역
행정리 11개, 법정리 4개
- 구래리(九來里) : 예전 중석 채굴의 중심지로 최대의 취락
- 내덕리(內德里) : 읍사무소 소재지
- 덕구리(德邱里) : 경북 봉화군에서 편입
- 천평리(川坪里) : 경북 봉화군에서 편입

## 교통·관광
영월읍과 태백시를 연결하는 국도 제31호선이 통과하며, 봉화군과 연결되는 지방도가 있다. 읍내에 철도는 없으며, 인근 중동면에 태백선 석항역이 있다. 태백시와 가까워 태백시 생활권에 속한다. 광산 폐쇄에 따른 어려움을 해소하기 위해 최근 관광지 개발을 시도하고 있다.

## 참고 자료
- 이 문서에는 다음커뮤니케이션(현 카카오)에서 GFDL 또는 CC-SA 라이선스로 배포한 글로벌 세계대백과사전의 내용을 기초로 작성된 글이 포함되어 있습니다.